# Diócesis de Bắc Ninh
La diócesis de Bắc Ninh (en latín: Dioecesis Bacninhen(sis) y en vietnamita: Giáo phận Bắc Ninh) es una circunscripción eclesiástica latina de la Iglesia católica en Vietnam, sufragánea de la arquidiócesis de Hanói. La diócesis tiene al obispo Cosme Hoàng Van Dat, S.I. como su ordinario desde el 4 de agosto de 2008. 

## Territorio y organización
La diócesis tiene 24 600 km² y extiende su jurisdicción sobre los fieles católicos de rito latino residentes en las provincias de Bắc Ninh, Bắc Giang, Thái Nguyên, Bắc Kạn, Vĩnh Phúc, parte de la provincia de Tuyên Quang (en la margen izquierda del río Lô), los distritos de Long Biên, Sóc Sơn, Mê Linh, Đông Anh y Gia Lâm del municipio de Hanói, el área de Bạch Hạc en la provincia de Phú Thọ, y los distritos de Hải Dương y Hữu Lũng Lũng de la provincia de Lạng Sơn.
La sede de la diócesis se encuentra en la ciudad de Bắc Ninh, en donde se halla la Catedral de la Reina del Rosario.
En 2020 en la diócesis existían 81 parroquias.

## Historia
El vicariato apostólico de Tonkín Septentrional fue erigido el 1 de junio de 1883 con el breve Ut catholica religio del papa León XIII, obteniendo el territorio del vicariato apostólico del este de Tonkin (hoy diócesis de Hải Phòng).
El 31 de diciembre de 1913 cedió una parte de su territorio para la erección de la prefectura apostólica de Lạng Sơn y Cao Bằng (hoy diócesis de Lạng Sơn y Cao Bằng) mediante el decreto Quo spirituales de la Congregación de Propaganda Fide.
El 3 de noviembre de 1924 incorporó una parte del vicariato apostólico de Yunnan (hoy arquidiócesis de Kunming) y el 3 de diciembre asumió el nombre de vicariato apostólico de Bắc Ninh en virtud del decreto Ordinarii Indosinensis de la Congregación de Propaganda Fide.
El 24 de noviembre de 1960 el vicariato apostólico fue elevado a diócesis con la bula Venerabilium Nostrorum del papa Juan XXIII.
El 24 de mayo de 1982, con la carta apostólica Cum Beatissima, el papa Juan Pablo II confirmó a la Santísima Virgen María, Reina del Santísimo Rosario (Beata Virgo Maria Regina Sacratissimi Rosarii), como patrona principal de la diócesis.

## Estadísticas
De acuerdo al Anuario Pontificio 2021 la diócesis tenía a fines de 2020 un total de 140 438 fieles bautizados.
| Año                                                                             | Población            | Población | Población      | Sacerdotes | Sacerdotes    | Sacerdotes    | Bautizados por sacerdote | Diáconos permanentes | Religiosos | Religiosos | Parroquias |
| Año                                                                             | Bautizados católicos | Total     | % de católicos | Total      | Clero secular | Clero regular | Bautizados por sacerdote | Diáconos permanentes | Varones    | Mujeres    | Parroquias |
| ------------------------------------------------------------------------------- | -------------------- | --------- | -------------- | ---------- | ------------- | ------------- | ------------------------ | -------------------- | ---------- | ---------- | ---------- |
| 1949                                                                            | 58 000               | 1 100 000 | 5.3            | 75         | 65            | 10            | 773                      |                      | 11         | 190        | 48         |
| 1963                                                                            | 35 423               | ?         | ?              | 7          | 6             | 1             | 5060                     |                      |            | 24         | 48         |
| 1979                                                                            | 72 000               | ?         | ?              | 6          | 5             | 1             | 12 000                   |                      |            | 23         | 46         |
| 1999                                                                            | 112 213              | 6 828 900 | 1.6            | 10         | 10            |               | 11 221                   |                      |            | 269        | 46         |
| 2000                                                                            | 114 458              | 6 965 478 | 1.6            | 10         | 10            |               | 11 445                   |                      |            | 31         | 52         |
| 2001                                                                            | 115 824              | 7 648 368 | 1.5            | 10         | 10            |               | 11 582                   |                      |            | 31         | 281        |
| 2003                                                                            | 117 143              | 7 724 851 | 1.5            | 19         | 19            |               | 6165                     |                      |            | 32         | 281        |
| 2004                                                                            | 123 090              | 6 909 296 | 1.8            | 23         | 23            |               | 5351                     |                      |            | 299        | 47         |
| 2006                                                                            | 131 815              | 7 181 409 | 1.8            | 28         | 28            |               | 4707                     |                      |            | 306        | 46         |
| 2012                                                                            | 125 000              | 8 061 000 | 1.6            | 55         | 50            | 5             | 2272                     |                      | 7          | 167        | 85         |
| 2015                                                                            | 131 730              | 8 542 000 | 1.5            | 80         | 64            | 16            | 1646                     |                      | 24         | 243        | 73         |
| 2018                                                                            | 138 790              | 8 697 890 | 1.6            | 94         | 73            | 21            | 1476                     |                      | 36         | 279        | 77         |
| 2020                                                                            | 140 438              | 8 688 170 | 1.6            | 112        | 84            | 28            | 1254                     |                      | 55         | 230        | 81         |
| Fuente: Catholic-Hierarchy, que a su vez toma los datos del Anuario Pontificio. |                      |           |                |            |               |               |                          |                      |            |            |            |

## Episcopologio
- Antonio Colomer, O.P. † (1 de junio de 1883-7 de febrero de 1902 falleció)
- Maximino Velasco, O.P. † (7 de febrero de 1902 por sucesión-9 de julio de 1925 falleció)
- Teodoro Gordaliza Sánchez, O.P. † (7 de julio de 1916 por sucesión-14 de octubre de 1931 falleció)
- Eugenio Artaraz Emaldi, O.P. † (14 de junio de 1932-19 de diciembre de 1947 falleció)
- Dominique Hoàng-van-Doàn, O.P. † (12 de marzo de 1950-1955 renunció)
- Paul Joseph Pham Ðình Tung † (5 de abril de 1963-23 de marzo de 1994 nombrado arzobispo de Hanói)
- Joseph Marie Nguyên Quang Tuyên † (23 de marzo de 1994 por sucesión-23 de septiembre de 2006 falleció)
- Cosme Hoàng Van Dat, S.I., desde el 4 de agosto de 2008